# 北相馬郡

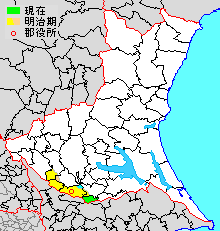
茨城県北相馬郡の範囲（緑：利根町 水色：後に他郡から編入した区域 薄黄：後に他郡に編入された区域）

北相馬郡（きたそうまぐん）は、茨城県の郡。
人口15,082人、面積24.86km²、人口密度607人/km²。（2025年6月1日、推計人口）
以下の1町を含む。
- 利根町（とねまち）

## 郡域
発足時の範囲を現在の行政区画で記す。
- 北相馬郡利根町（現存）
- 守谷市（全域）
- 取手市（ほぼ全域） - 筑波郡から編入した旧久賀村を除く。
- 常総市（一部） - 旧坂手村、菅生村、内守谷村。
- つくばみらい市（一部） - 旧小絹村、長崎村。
- 龍ケ崎市（一部） - 旧川原代村、北文間村、高須村。

## 歴史
元の下総国相馬郡の一部。1871年（明治4年）11月以来、全域が印旛県、次いで千葉県に属していたが、1875年（明治8年）の新治県廃止に伴う茨城県および千葉県の再編に合わせて千葉県管下の下総国のうち利根川以北の区域が茨城県に移管された。その結果、結城郡・豊田郡・岡田郡・猿島郡とともに葛飾郡と相馬郡のうちの利根川以北の区域が茨城県となった。
1878年（明治11年）の郡区町村編制法により茨城県管下の相馬郡が北相馬郡となった。一方、千葉県管下の相馬郡は南相馬郡となり、1897年（明治30年）に東葛飾郡に併合されて消滅している。
なお福島県の相馬郡は、下総国相馬郡から起こった中世から明治維新までの大名である相馬氏に由来するものである。相馬氏の発祥は下総国の相馬郡であり、千葉県の旧東葛飾郡地域を含めて福島県の相馬郡とは現在でも交流が続いている。

### 郡発足まで沿革
- 「旧高旧領取調帳」に記載されている明治初年時点での、相馬郡のうち後の当郡域の支配は以下の通り。●は村内に寺社領が、○は寺社除地が、×は百姓除地が存在（除地とは領主から年貢免除の特権を与えられた土地）。（1町98村）

| 知行         | 知行                   | 村数 | 村名 |
| ------------ | ---------------------- | ---- | --- |
| 幕府領       | 田安領                 | 12村 | ○大塚戸村、●立沢村、大山村、鈴塚村、乙子村、赤法花村、同地村、奥山新田（現守谷市）、小山村、●米ノ井村、●野々井村、○×寺田村 |
| 幕府領       | 旗本領                 | 42村 | ○坂手村、○新宿村、●○筒戸村、平沼村、御出子村、●野木崎村、上高井村、●大鹿村、取手村、和田村、配松村、○神住村、○小浮気村、○×酒詰村、○×桑原村、○青柳村、長兵衛新田、○×小文間村、神浦村、○×小泉村、○×谷中村、片町村、平野村、押切村、○高須村、○大留村、須藤堀村、豊田村、北方村、大平村、○押戸村、大房村、惣新田、早尾村、羽根野村、上曾根村、下曾根村、下曾根新田、横須賀村、福木村、押付新田、松木村 |
| 幕府領       | 幕府領・旗本領         | 3村  | 杉下村、川原代村、奥山村（奥山新田。現利根町） |
| 幕府領       | 田安領・旗本領         | 6村  | 内守谷村、板戸井村、大木村、大柏村、高野村、●稲村 |
| 藩領         | 下総関宿藩             | 5村  | ●守谷町、市之代村、貝塚村、辰新田村、台宿村 |
| 藩領         | 下総高岡藩             | 5村  | ○岡村、渋沼村、米田村、羽黒村、加納新田 |
| 藩領         | 上総一宮藩             | 3村  | 羽中村、中田切村、行徳村 |
| 藩領         | 常陸土浦藩             | 4村  | ○川崎村、●鬼長村、○中内村、○×藤代村 |
| 幕府領・藩領 | 旗本領・関宿藩         | 1村  | ○井野村 |
| 幕府領・藩領 | 旗本領・高岡藩         | 5村  | ●戸頭村、●下高井村、○椚木村、×百井戸村、○×中谷原村 |
| 幕府領・藩領 | 旗本領・一宮藩         | 2村  | ○山王村、●立木村 |
| 幕府領・藩領 | 旗本領・土浦藩         | 3村  | 細代村、寺畑村、毛有村 |
| 幕府領・藩領 | 旗本領・常陸牛久藩     | 1村  | 長沖新田 |
| 幕府領・藩領 | 旗本領・下野烏山藩     | 1村  | ○菅生村 |
| 幕府領・藩領 | 旗本領・山城淀藩       | 4村  | ○×宮和田村、立崎村、中谷村、●○布川村 |
| 幕府領・藩領 | 旗本領・高岡藩・牛久藩 | 1村  | 長沖村 |
| その他       | 寺社領                 | 1村  | 吉田村 |

- 慶応4年8月4日（1868年9月19日） - 全域が下総知県事の管轄となる。
- 明治2年1月13日（1869年2月23日） - 下総知県事の管轄地域に葛飾県を設置。
- 明治4年11月14日（1871年12月25日） - 第1次府県統合により全域が印旛県の管轄となる。
- 1873年（明治6年）6月15日 - 印旛県が木更津県に統合して千葉県が発足。
- 1875年（明治8年）5月7日 - 新治県廃止に伴う茨城県・千葉県の再編に合わせて、千葉県管下の下総国のうち利根川以北の区域が茨城県に移管。葛飾郡とともに相馬郡も分割され、利根川以北の区域が茨城県の所属となる。

### 郡発足後の沿革
- 1878年（明治11年）12月2日 - 郡区町村編制法の茨城県での施行により、茨城県管下の下総国相馬郡の区域をもって行政区画としての北相馬郡が発足。郡役所を取手村に設置。
- 1879年（明治12年） - 奥山新田（現守谷市）を西奥山新田、奥山新田（現利根町）を東奥山新田に改称。
- 1881年（明治14年） - 辰新田村が守谷町に編入。（1町97村）
- 1883年（明治16年） - 西奥山新田が守谷町に編入。（1町96村）
- 1883年（明治17年） - 小堀村が起立。詳細は不明。（1町97村）
- 1885年（明治18年）（1町1駅92村）
  - 取手村・大鹿村が合併して取手村となる。
  - 酒詰村・小泉村・百井戸村が合併して清水村となる。
  - 中谷原村・米田村が合併して中田村となる。
  - 御出子村が筒戸村に編入。

- 1889年（明治22年）

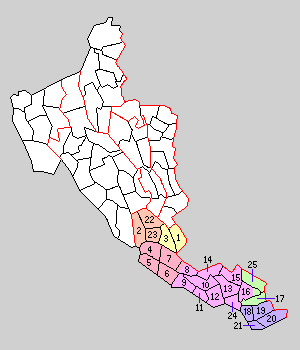
1.長崎村 2.菅生村 3.小絹村 4.大井沢村 5.大野村 6.高野村 7.守谷町 8.高井村 9.稲戸井村 10.寺原村 11.取手町 12.井野村 13.六郷村 14.山王村 15.相馬町 16.高須村 17.北文間村 18.文村 19.文間村 20.東文間村 21.布川町 22.坂手村 23.内守谷村 24.小文間村 25.川原代村（桃：取手市 赤：守谷市 橙：常総市 黄：つくばみらい市 緑：龍ケ崎市 紫：利根町）

  - 3月31日 - 下記の町村の統合が行われる。（4町21村）
    - 長崎村 ← 鬼長村、川崎村（現・つくばみらい市）　
    - 菅生村 ← 菅生村、大塚戸村（現・常総市）
    - 小絹村 ← 新宿村、寺畑村、細代村、杉下村、平沼村、筒戸村（現・つくばみらい市）
    - 大井沢村 ← 大木村、大山村、板戸井村、立沢村（現・守谷市）
    - 大野村 ← 大柏村、野木崎村（現・守谷市）
    - 高野村 ← 高野村、鈴塚村、乙子村（現・守谷市）
    - 守谷町 ← 守谷町、赤法花村、小山村（現・守谷市）
    - 高井村 ← 同地村（現・守谷市）、下高井村、上高井村、貝塚村、市之代村（現・取手市）
    - 稲戸井村 ← 稲村、戸頭村、米ノ井村、野々井村（現・取手市）
    - 寺原村 ← 寺田村、桑原村（現・取手市）
    - 取手町 ← 取手村、台宿村（現・取手市）
    - 井野村 ← 井野村、青柳村、小堀村、吉田村、長兵衛新田（現・取手市）
    - 六郷村 ← 清水村、毛有村、渋沼村、中田村、谷中村、小浮気村（現・取手市）
    - 山王村 ← 山王村、和田村、配松村、神住村、中内村、岡村（現・取手市）
    - 相馬町 ← 藤代村、椚木村、片町村、平野村、宮和田村（現・取手市）
    - 高須村 ← 高須村、大留村（現・龍ケ崎市、取手市）、押切村、神浦村（現・取手市）
    - 北文間村 ← 長沖村、長沖新田村、羽黒村、豊田村、須藤堀村、北方村（現・龍ケ崎市）
    - 文村 ← 上曽根村、下曽根村、早尾村、大平村、横須賀村、羽根野村、下曽根新田、松木村、行徳村、中田切村、押付新田（現・利根町）
    - 文間村 ← 押戸村、立木村、奥山村、大房村（現・利根町）
    - 東文間村 ← 中谷村、羽中村、福木村、立崎村、加納新田、惣新田、東奥山新田（現・利根町）
    - 布川町（布川村が単独町制。現・利根町）
    - 坂手村、内守谷村（それぞれ単独村制。現・常総市）
    - 小文間村（単独村制。現・取手市）
    - 川原代村（単独村制。現・龍ケ崎市）

  - 4月1日 - 上記4町21村が町村制を施行。
- 1896年（明治29年）
  - 4月1日 - 長崎村の所属郡が筑波郡に変更。（4町20村）
  - 7月1日 - 郡制を施行。
- 1923年（大正12年）4月1日 - 郡会が廃止。郡役所は存続。
- 1926年（大正15年）7月1日 - 郡役所が廃止。以降は地域区分名称となる。
- 1935年（昭和10年）
  - 当年時点での当郡の面積は169.11平方km、人口は51,130人（男25,092人・女26,038人）[1]。
  - 6月26日 - 群馬県内で集中豪雨があり利根川の水位が上昇・堤防が決壊して北相馬郡一帯が冠水する被害を出した[2]。
- 1947年（昭和22年）3月13日 - 井野村が取手町に編入。（4町19村）
- 1954年（昭和29年）
  - 3月20日 - 北文間村・川原代村が稲敷郡龍ケ崎町に編入。龍ケ崎町は同日市制施行して龍ケ崎市となる。（4町17村）
  - 3月21日 - 高須村の一部が龍ケ崎市に編入。
  - 7月10日 - 坂手村が結城郡水海道町に編入。水海道町は同日市制施行して水海道市（現常総市）となる。（4町16村）
- 1955年（昭和30年）
  - 1月1日 - 布川町・東文間村・文村・文間村が合併して利根町が発足。（4町13村）
  - 2月15日（4町9村）
    - 取手町・稲戸井村・小文間村・寺原村・高井村の大部分（大字下高井・上高井・貝塚・市之代）が合併し、改めて取手町が発足。
    - 高井村の一部（大字同地）が守谷町に編入。

  - 2月21日（4町6村）
    - 相馬町・山王村・六郷村・高須村の大部分（押切、神浦および高須・大留の一部）が筑波郡久賀村の一部（大字浜田、徳右衛門新田、上萱場、下萱場、根新田、弥左衛門新田）と合併して藤代町が発足。
    - 高須村の残部（大字高須・大留の一部）が龍ケ崎市に編入。

  - 3月1日（4町2村）
    - 守谷町・大井沢村・大野村・高野村が合併し、改めて守谷町が発足。
    - 小絹村が筑波郡谷原村・十和村・福岡村と合併して筑波郡谷和原村（現・つくばみらい市）が発足し、郡より離脱。
- 1956年（昭和31年）4月1日 - 内守谷村・菅生村が水海道市に編入。（4町）
- 1970年（昭和45年）10月1日 - 取手町が市制施行して取手市となり、郡より離脱。（3町）
- 2002年（平成14年）2月2日 - 守谷町が市制施行して守谷市となり、郡より離脱。（2町）
- 2005年（平成17年）3月28日 - 藤代町が取手市に編入。（1町）

### 変遷表
| 明治22年以前                                                                                 | 明治22年4月1日      | 明治22年 - 大正15年          | 明治22年 - 大正15年          | 昭和1年 - 昭和19年                | 昭和20年 - 昭和29年                           | 昭和30年 - 昭和39年                 | 昭和30年 - 昭和39年                 | 昭和40年 - 昭和64年  | 平成1年 - 現在                       | 現在           |
| -------------------------------------------------------------------------------------------- | ------------------- | ---------------------------- | ---------------------------- | --------------------------------- | --------------------------------------------- | ----------------------------------- | ----------------------------------- | -------------------- | ------------------------------------ | -------------- |
| 板戸井村 大木村 大山新田 立沢村                                                              | 大井沢村            | 大井沢村                     | 大井沢村                     | 大井沢村                          | 大井沢村                                      | 大井沢村                            | 昭和30年3月1日 守谷町               | 守谷町               | 平成14年2月2日 市制                  | 守谷市         |
| 大柏村 野木崎村                                                                              | 大野村              | 大野村                       | 大野村                       | 大野村                            | 大野村                                        | 大野村                              | 昭和30年3月1日 守谷町               | 守谷町               | 平成14年2月2日 市制                  | 守谷市         |
| 乙子村 高野村 鈴塚村                                                                         | 高野村              | 高野村                       | 高野村                       | 高野村                            | 高野村                                        | 高野村                              | 昭和30年3月1日 守谷町               | 守谷町               | 平成14年2月2日 市制                  | 守谷市         |
| 赤法花村 小山村 守谷町 （辰新田村） （西奥山新田）                                           | 守谷町              | 守谷町                       | 守谷町                       | 守谷町                            | 守谷町                                        | 守谷町                              | 昭和30年3月1日 守谷町               | 守谷町               | 平成14年2月2日 市制                  | 守谷市         |
| 同地村                                                                                       | 高井村              | 高井村                       | 高井村                       | 高井村                            | 高井村                                        | 昭和30年2月15日 守谷町に編入        | 昭和30年3月1日 守谷町               | 守谷町               | 平成14年2月2日 市制                  | 守谷市         |
| 市之代村 貝塚村 上高井村 下高井村                                                            | 高井村              | 高井村                       | 高井村                       | 高井村                            | 高井村                                        | 昭和30年2月15日 取手町              | 昭和30年2月15日 取手町              | 昭和45年10月1日 市制 | 取手市                               | 取手市         |
| 台宿村 取手駅                                                                                | 取手町              | 取手町                       | 取手町                       | 取手町                            | 取手町                                        | 昭和30年2月15日 取手町              | 昭和30年2月15日 取手町              | 昭和45年10月1日 市制 | 取手市                               | 取手市         |
| 井野村 青柳村 小堀村 吉田村 長兵衛新田                                                       | 井野村              | 井野村                       | 井野村                       | 井野村                            | 昭和22年3月13日 取手町に編入                  | 昭和30年2月15日 取手町              | 昭和30年2月15日 取手町              | 昭和45年10月1日 市制 | 取手市                               | 取手市         |
| 稲村 米ノ井村 戸頭村 野々井村                                                                | 稲戸井村            | 稲戸井村                     | 稲戸井村                     | 稲戸井村                          | 稲戸井村                                      | 昭和30年2月15日 取手町              | 昭和30年2月15日 取手町              | 昭和45年10月1日 市制 | 取手市                               | 取手市         |
| 小文間村                                                                                     | 小文間村            | 小文間村                     | 小文間村                     | 小文間村                          | 小文間村                                      | 昭和30年2月15日 取手町              | 昭和30年2月15日 取手町              | 昭和45年10月1日 市制 | 取手市                               | 取手市         |
| 桑原村 寺田村                                                                                | 寺原村              | 寺原村                       | 寺原村                       | 寺原村                            | 寺原村                                        | 昭和30年2月15日 取手町              | 昭和30年2月15日 取手町              | 昭和45年10月1日 市制 | 取手市                               | 取手市         |
| 椚木村 片町村 平野村 藤代村 宮和田村                                                         | 相馬町              | 相馬町                       | 相馬町                       | 相馬町                            | 相馬町                                        | 昭和30年2月21日 藤代町              | 昭和30年2月21日 藤代町              | 藤代町               | 平成17年3月31日 取手市に編入         | 取手市         |
| 岡村 神住村 山王村 中内村 配松村 和田村                                                      | 山王村              | 山王村                       | 山王村                       | 山王村                            | 山王村                                        | 昭和30年2月21日 藤代町              | 昭和30年2月21日 藤代町              | 藤代町               | 平成17年3月31日 取手市に編入         | 取手市         |
| 毛有村 小浮気村 清水村 渋沼村 中田村 谷中村                                                  | 六郷村              | 六郷村                       | 六郷村                       | 六郷村                            | 六郷村                                        | 昭和30年2月21日 藤代町              | 昭和30年2月21日 藤代町              | 藤代町               | 平成17年3月31日 取手市に編入         | 取手市         |
| 上萱場村 下萱場村 浜田村 徳右衛門新田 根新田 弥左衛門新田                                    | 筑波郡 久賀村の一部 | 筑波郡久賀村                 | 筑波郡久賀村                 | 筑波郡久賀村                      | 筑波郡久賀村                                  | 昭和30年2月21日 藤代町              | 昭和30年2月21日 藤代町              | 藤代町               | 平成17年3月31日 取手市に編入         | 取手市         |
| 押切村 神浦村                                                                                | 高須村              | 高須村                       | 高須村                       | 高須村                            | 高須村                                        | 昭和30年2月21日 藤代町              | 昭和30年2月21日 藤代町              | 藤代町               | 平成17年3月31日 取手市に編入         | 取手市         |
| 高須村 大留村                                                                                | 高須村              | 高須村                       | 高須村                       | 高須村                            | 高須村                                        | 昭和30年2月21日 龍ケ崎市に一部編入  | 昭和30年2月21日 龍ケ崎市に一部編入  | 龍ケ崎市             | 龍ケ崎市                             | 龍ケ崎市       |
| 北方村 須藤堀村 長沖村 長沖新田村 豊田村 羽黒村                                              | 北文間村            | 北文間村                     | 北文間村                     | 北文間村                          | 昭和29年3月31日 稲敷郡龍ケ崎町へ編入 同日市制 | 龍ケ崎市                            | 龍ケ崎市                            | 龍ケ崎市             | 龍ケ崎市                             | 龍ケ崎市       |
| 川原代村                                                                                     | 川原代村            | 川原代村                     | 川原代村                     | 川原代村                          | 昭和29年3月31日 稲敷郡龍ケ崎町へ編入 同日市制 | 龍ケ崎市                            | 龍ケ崎市                            | 龍ケ崎市             | 龍ケ崎市                             | 龍ケ崎市       |
| 鬼長村 川崎村                                                                                | 長崎村              | 明治29年3月24日 筑波郡へ移行 | 明治29年3月24日 筑波郡へ移行 | 昭和13年4月7日 筑波郡谷原村の一部 | 筑波郡谷原村                                  | 昭和30年3月1日 筑波郡谷和原村の一部 | 昭和30年3月1日 筑波郡谷和原村の一部 | 筑波郡谷和原村       | 平成18年5月27日 つくばみらい市の一部 | つくばみらい市 |
| 杉下村 筒戸村 寺畑村 新宿村 平沼村 細代村                                                    | 小絹村              | 小絹村                       | 小絹村                       | 小絹村                            | 小絹村                                        | 昭和30年3月1日 筑波郡谷和原村の一部 | 昭和30年3月1日 筑波郡谷和原村の一部 | 筑波郡谷和原村       | 平成18年5月27日 つくばみらい市の一部 | つくばみらい市 |
| 布川村                                                                                       | 布川町              | 布川町                       | 布川町                       | 布川町                            | 布川町                                        | 昭和30年1月1日 利根町               | 昭和30年1月1日 利根町               | 利根町               | 利根町                               | 利根町         |
| 大平村 上曽根村 行徳村 下曽根村 中田切村 羽根野村 早尾村 松木村 横須賀村 押付新田 下曽根新田 | 文村                | 文村                         | 文村                         | 文村                              | 文村                                          | 昭和30年1月1日 利根町               | 昭和30年1月1日 利根町               | 利根町               | 利根町                               | 利根町         |
| 奥山村 押戸村 大房村 立木村                                                                  | 文間村              | 文間村                       | 文間村                       | 文間村                            | 文間村                                        | 昭和30年1月1日 利根町               | 昭和30年1月1日 利根町               | 利根町               | 利根町                               | 利根町         |
| 立崎村 中谷村 羽中村 福木村 加納新田 惣新田 東奥山新田                                       | 東文間村            | 東文間村                     | 東文間村                     | 東文間村                          | 東文間村                                      | 昭和30年1月1日 利根町               | 昭和30年1月1日 利根町               | 利根町               | 利根町                               | 利根町         |
| 坂手村                                                                                       | 坂手村              | 坂手村                       | 坂手村                       | 坂手村                            | 昭和29年7月10日 結城郡水海道町に編入 同日市制 | 水海道市                            | 水海道市                            | 水海道市             | 平成18年1月1日 常総市に改称          | 常総市         |
| 大塚戸村 菅生村                                                                              | 菅生村              | 菅生村                       | 菅生村                       | 菅生村                            | 菅生村                                        | 昭和31年4月1日 水海道市に編入       | 昭和31年4月1日 水海道市に編入       | 水海道市             | 平成18年1月1日 常総市に改称          | 常総市         |
| 内守谷村                                                                                     | 内守谷村            | 内守谷村                     | 内守谷村                     | 内守谷村                          | 内守谷村                                      | 昭和31年4月1日 水海道市に編入       | 昭和31年4月1日 水海道市に編入       | 水海道市             | 平成18年1月1日 常総市に改称          | 常総市         |

## 行政
歴代郡長
| 代 | 氏名 | 就任年月日                | 退任年月日                | 備考                   |
| -- | ---- | ------------------------- | ------------------------- | ---------------------- |
| 1  |      | 明治11年（1878年）12月2日 |                           |                        |
|    |      |                           | 大正15年（1926年）6月30日 | 郡役所廃止により、廃官 |

## その他

### 聨合運動会
町村合併促進法により1955年（昭和30年）3月に合併が行われる前は、北相馬郡西部の町村の小学校による連合運動会が行われていた。
1918年（大正7年）または1919年（大正8年）ごろ始められたと考えられ、第二次世界大戦で中止となった1943年（昭和18年）と1944年（昭和19年）を除き、毎年11月3日（明治節→文化の日）に開催されていた。
参加町村は守谷町、大井沢村、大野村、高野村（現守谷市）、高井村（現守谷市、取手市）、稲戸井村（現取手市）、小絹村（現つくばみらい市）、内守谷村、坂手村、菅生村（現常総市）の10町村11校。
会場は、当初は守谷町大字守谷字北園の通称「鍋山」（現守谷市松並）で行われていたが、後に大野村立大野小学校、守谷グランド（守谷駅裏に存在した）へと会場を移し、守谷町立守谷小学校が現在地へと移転新築した1930年（昭和5年）以降に同校に会場を移した。
1946年（昭和21年）までの参加者は尋常科第4学年から高等科2年までの全生徒で、競技は尋常科男女の100m走、高等科女子の100m走、高等科男子の200m走、徒競走、各校選抜リレー（男女とも2名ずつ）であった。